# Man in Black (chanson)
Pour les articles homonymes, voir Man in Black.
Man in Black (ou The Man in Black) est une chanson écrite et chantée par le chanteur américain de musique country Johnny Cash, sorti sur son album de 1971 du même nom. Cash lui-même était connu comme The Man in Black pour son style distinctif de ses  costumes.
Les paroles de la chanson entière sont comme une déclaration de protestation avec des déclarations telles que:
« Je porte le noir pour les pauvres et les opprimés, vivant dans les quartiers misérables et sans espoir de la cité ; je le porte pour les prisonniers qui ont depuis longtemps payé pour leur crime ; on les garde enfermés, notre époque en fait des victimes. »

## Classement de la chanson
| Chart (1971)                       | place |
| ---------------------------------- | ----- |
| Canadian RPM Country Tracks        | 2     |
| Canadian RPM Top Singles           | 38    |
| U.S. Billboard Hot Country Singles | 3     |
| U.S. Billboard Hot 100             | 58    |